# Thryptomene
Thryptomene är ett släkte av myrtenväxter. Thryptomene ingår i familjen myrtenväxter.

## Bildgalleri

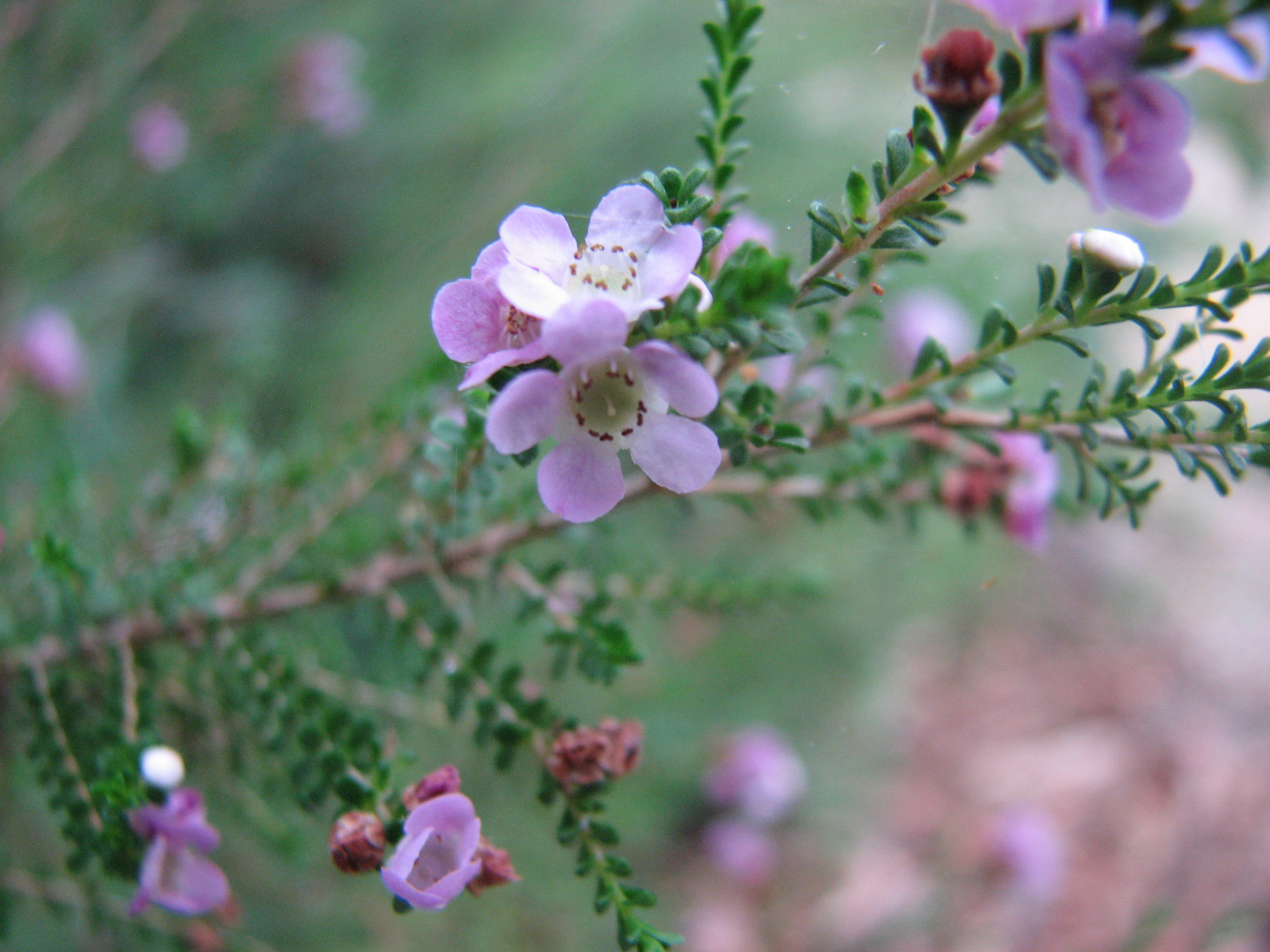
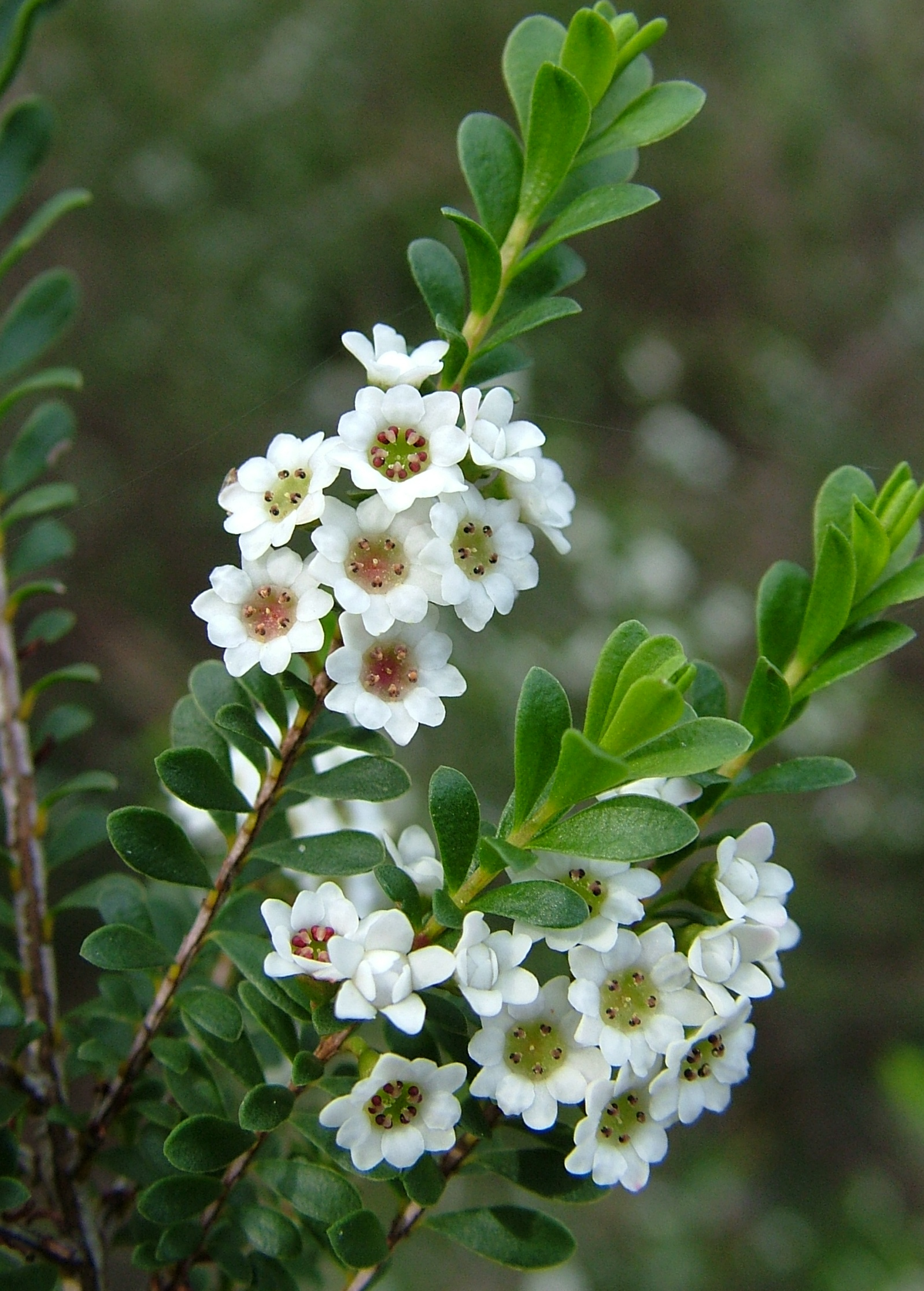
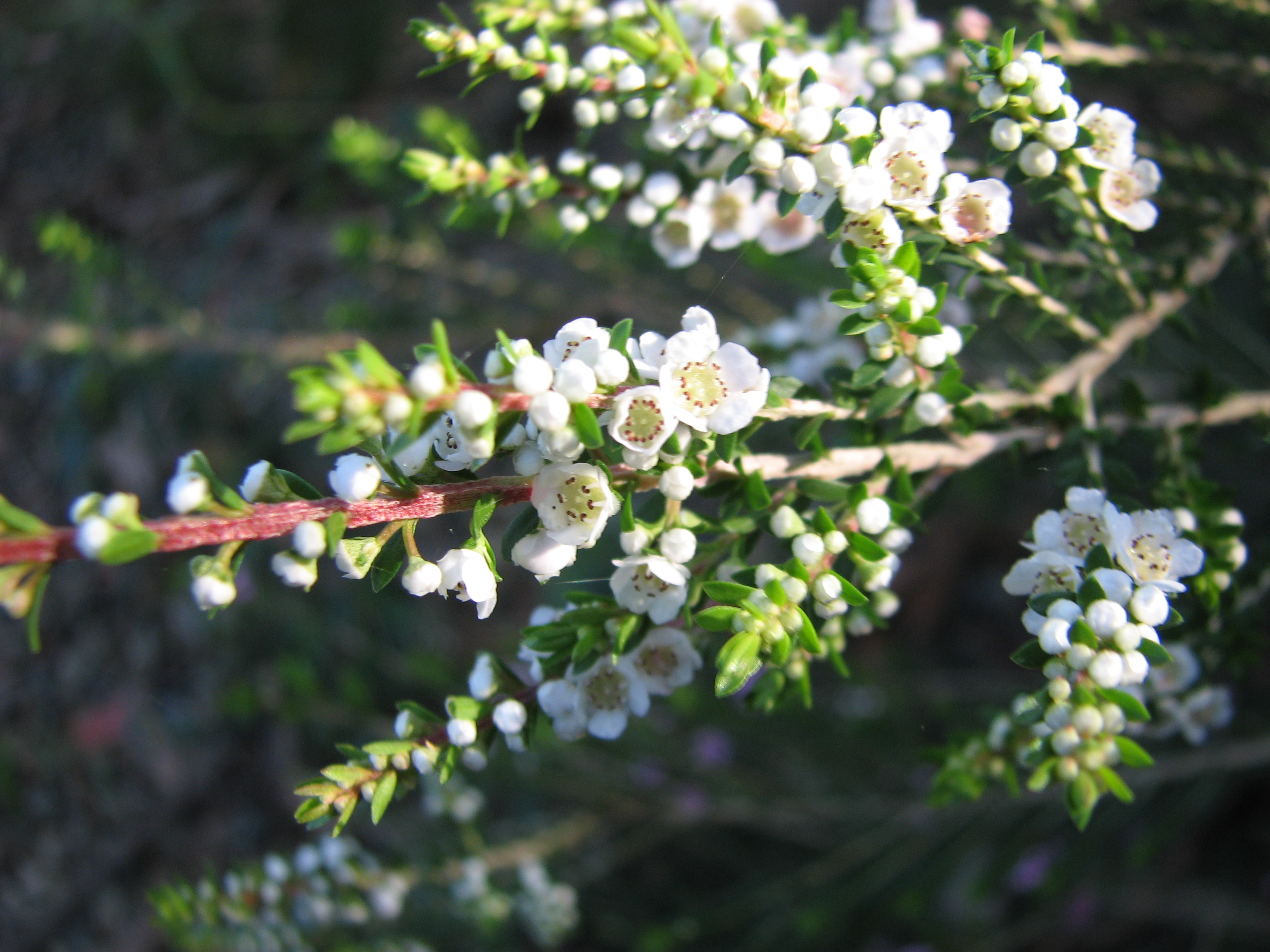
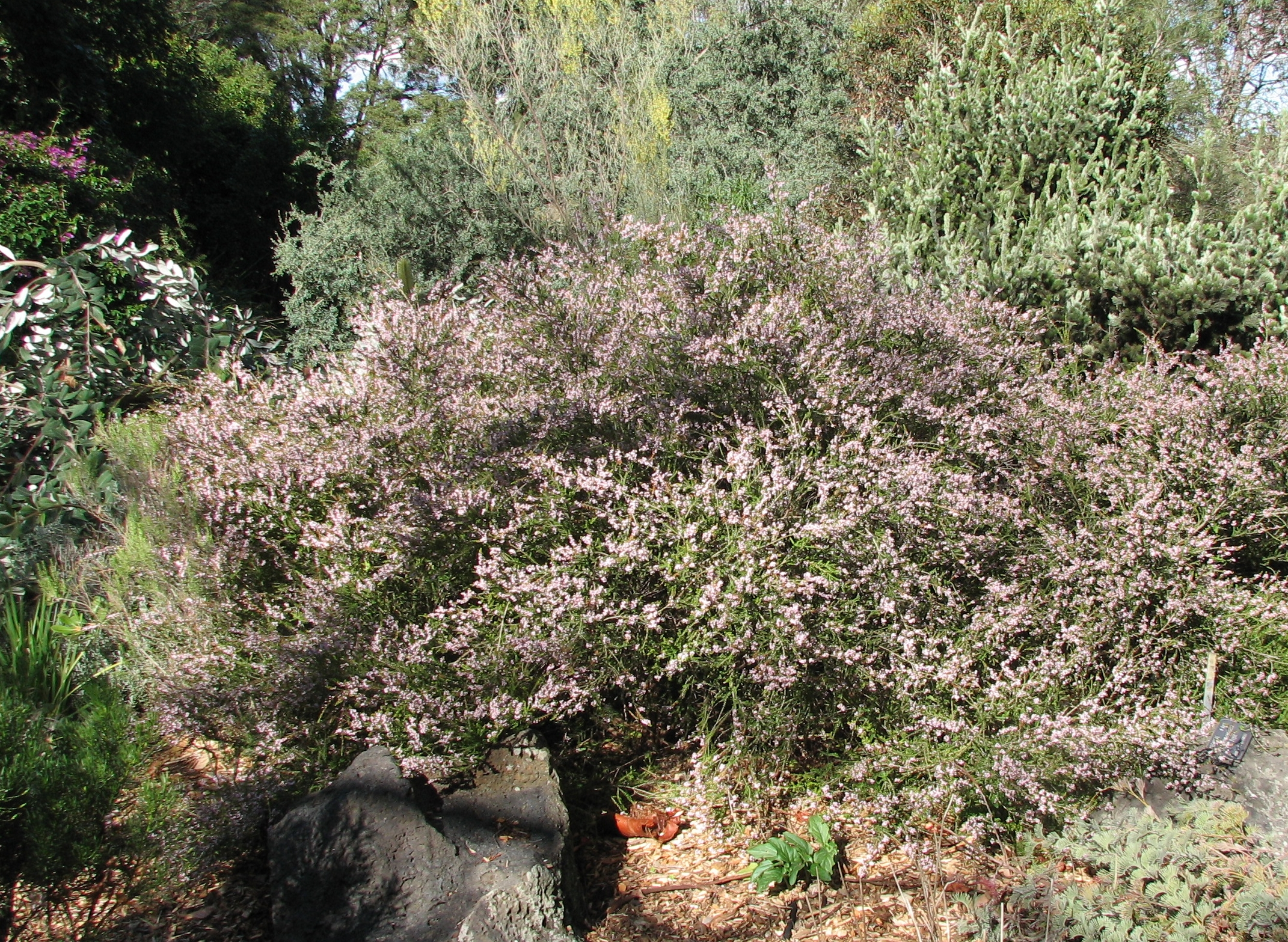

## Dottertaxa tillThryptomene, i alfabetisk ordning[1]
- Thryptomene australis
- Thryptomene baeckeacea
- Thryptomene biseriata
- Thryptomene calycina
- Thryptomene costata
- Thryptomene cuspidata
- Thryptomene decussata
- Thryptomene denticulata
- Thryptomene duplicata
- Thryptomene elliottii
- Thryptomene eremaea
- Thryptomene ericaea
- Thryptomene hexandra
- Thryptomene hyporhytis
- Thryptomene johnsonii
- Thryptomene kochii
- Thryptomene longifolia
- Thryptomene micrantha
- Thryptomene mucronulata
- Thryptomene naviculata
- Thryptomene nealensis
- Thryptomene oligandra
- Thryptomene parviflora
- Thryptomene racemulosa
- Thryptomene remota
- Thryptomene salina
- Thryptomene saxicola
- Thryptomene stenophylla
- Thryptomene striata
- Thryptomene strongylophylla
- Thryptomene urceolaris
- Thryptomene wittweri